# 安藤毅 (数学者)
安藤 毅（あんどう つよし、1932年〈昭和7年〉‐ ）は、日本の数学者。理学博士（北海道大学）。専門は、関数解析学。北海道大学名誉教授・元北星学園大学教授。北海道出身。

## 略歴
- 1953年（昭和28年）北海道大学理学部卒[1]
- 1958年（昭和33年）同大学院理学研究科数学専攻博士課程修了。同年、北海道大学応用電気研究所助手[1]。
- 1964年（昭和39年）同応用電気研究所助教授[1]
- 1969年（昭和44年）同応用電気研究所教授[1]
- 1988年同応用電気研究所所長[1]
- 1995年北海道大学停年退官[1]。同名誉教授[1]。北星学園大学社会福祉学部教授[1]
- 2002年北星学園大学退職

## 受賞歴
- 瑞宝中綬章（2010年）[1]

## 主要論文
- 安藤毅「Tensor Normに関連した定数 (無限次元空間のテンソル積)」『数理解析研究所講究録』第228巻、京都大学数理解析研究所、1975年3月、40-50頁、CRID 1050001202176733824、hdl:2433/105407、ISSN 1880-2818。
- 安藤毅「Polynomial Bundleについて (ヒルベルト空間上の作用素)」『数理解析研究所講究録』第256巻、京都大学数理解析研究所、1975年11月、52-64頁、CRID 1050282677153459840、hdl:2433/105763、ISSN 1880-2818。
- 安藤毅「Banach束の作用素に関連した不等式 (Banach空間におけるOperatorの研究)」『数理解析研究所講究録』第290巻、京都大学数理解析研究所、1977年3月、1-8頁、CRID 1050282677088606592、hdl:2433/106164、ISSN 1880-2818。
- 安藤毅「Majorizationによるnormの評価(線型作用素論とその周辺)」『数理解析研究所講究録』第582巻、京都大学数理解析研究所、1986年2月、75-88頁、CRID 1050282677276218496、hdl:2433/99323、ISSN 1880-2818。
- 安藤毅「回路結合と作用素不等式(作用素論とその周辺)」『数理解析研究所講究録』第653巻、京都大学数理解析研究所、1988年4月、169-177頁、CRID 1050001202111622912、hdl:2433/100476、ISSN 1880-2818。
- 大久保和義, 安藤毅「SCHUR積作用素のノルム(作用素論の実解析的応用 作用素論とその周辺)」『数理解析研究所講究録』第743巻、京都大学数理解析研究所、1991年2月、145-163頁、CRID 1050001202063898624、hdl:2433/102142、ISSN 1880-2818。
- 安藤毅, 中本律男, 内山充, 大久保和義「幾つかの問題(線形作用素に関連する不等式とその周辺)」『数理解析研究所講究録』第860巻、京都大学数理解析研究所、1994年3月、98-101頁、CRID 1050001202298732928、hdl:2433/83818、ISSN 1880-2818。
- 安藤毅「行列の不等式」『数理科学』第35巻第5号、サイエンス社、1997年5月、47-53頁、CRID 1522543655297238016、ISSN 03862240、国立国会図書館書誌ID:4183303。
- 安藤毅, 日合文雄「行列 Holder 不等式(作用素論における不等式とその周辺)」『数理解析研究所講究録』第1027巻、京都大学数理解析研究所、1998年4月、126-134頁、CRID 1050282677151222528、hdl:2433/61777、ISSN 1880-2818。
- 安藤毅「Separability cone and its dual cone」『数理解析研究所講究録』第1893巻、京都大学数理解析研究所、2014年5月、84-88頁、CRID 1050001335808176768、hdl:2433/195821、ISSN 1880-2818。